# Règlement d'exemption
Un règlement d'exemption donne un cadre juridique général, directement applicable dans chaque État-membre de l'Union européenne. Il permet d'exempter de sanctions des pratiques qui restreignent normalement la concurrence sur le marché intérieur, telles que les aides d'état ou les pratiques concertées entre entreprises. 
Le principe posé dans le Traité de Rome est que la libre concurrence doit être respectée dans le marché intérieur européen. C'est pourquoi les aides publiques aux entreprises sont considérées comme une distorsion de concurrence et sont, en principe, interdites. Des dérogations sont cependant possibles pour aider les entreprises à financer certaines activités spécifiques : investissements dépassant les normes environnementales, investissements dans les énergies renouvelables, la formation la R&D, etc. 
C'est pourquoi les règlements d'exemption décrivent dans quelles conditions peuvent être versées les aides.